# آکادمی پزشکی خواب آمریکا

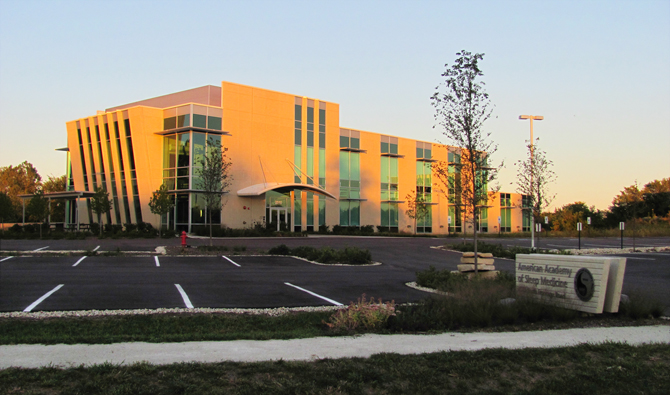
ساختمان آکادمی پزشکی خواب آمریکا

آکادمی پزشکی خواب آمریکا (انگلیسی: American Academy of Sleep Medicine یا AASM) انجمنی آمریکایی است که به زیرتخصص پزشکی خواب، که شامل اختلالات ساعت زیستی می‌شود، اختصاص دارد. این سازمان در سال ۱۹۷۵ تأسیس شد. از اقدامات آن اعتباربخشی مراکز پزشکی خواب در آمریکا است. نخستین پروانهٔ اعتبار AASM در ۲۷ آوریل ۱۹۷۷ به مرکز مونته‌فیوره در نیویورک اعطا شد و تا ۲۰۱۹ بیش از ۲۶۰۰ پروانهٔ اعتبار در سراسر آمریکا و کانادا صادر شده‌است.